# Fiebre reincidente
La fiebre reincidente o fiebre recurrente epidémica  es una enfermedad transmitida por vectores causada por la infección con ciertas bacterias del género Borrelia,  que se transmite a través de la picadura de piojos o garrapatas de cuerpo blando (género Ornithodoros).

## Infección

### Fiebre epidémica recurrente transmitida por piojo
Borrelia recurrentis, uno de los microorganismos patógenos que el  piojo humano, Pediculus humanus humanus puede transmitir, es el causante de una de las formas de fiebre recurrente. La fiebre epidémica recurrente transmitida por piojos es más grave que la transmitida por garrapatas.
Aparece en forma de brotes epidémicos en condiciones de vida pobres, hambruna y durante las guerras. La tasa de mortalidad es del 1% con tratamiento y entre el 30-70% sin tratamiento. Los signos de mal pronóstico son ictericia intensa, cambios en el estado mental , hemorragias, y un intervalo QT prolongado en el electrocardiograma.
Los piojos que se alimentan de humanos infectados adquieren el patógeno, que se multiplica en su estómago. Si posteriormente pica a otra persona,  Borrellia puede entrar en el cuerpo de la víctima si esta aplasta al piojo o se rasca la zona en la cual se está alimentando. B. recurrentis infecta en primer lugar las membranas mucosas y desde allí invade el flujo sanguíneo. El ser humano es su único reservorio animal.

### Fiebre recurrente transmitida por garrapatas
La fiebre recurrente transmitida por garrapatas es endémica en gran parte de África, en algunas zonas de Asia,  en el sur de España, en la Península arábiga y en algunas zonas de Canadá y del oeste de Estados Unidos.[cita requerida]

Otras infecciones recurrentes son adquiridas de otras especies de Borrelia, que pueden ser dispersadas por roedores, y sirven como reservorios de la infección, a través del vector garrapata.
- Borrelia crocidurae - se presenta en Egipto, Mali, Senegal, Túnez; vectores - Ornithodoros erraticus, Ornithodoros sonrai; reservorio animal - musaraña (Crocidura stampflii)
- Borrelia duttoni, transmitida por la garrapata blanda africana Ornithodoros moubata, es responsable de la fiebre recurrente que existe en el centro, este y sur de África.
- Borrelia hermsii
- Borrelia hispanica
- Borrelia miyamotoi [4]
- Borrelia parkeri
- Borrelia turicatae

Borrelia hermsii y Borrelia recurrentis causan enfermedades muy similares. Sin embargo, en la enfermedad asociada con  Borrelia hermsii son comunes uno o dos recaídas lo cual es también la causa más común de la enfermedad recurrente en los Estados Unidos. (Tres o cuatro recaídas son comunes en la enfermedad causada por B. recurrentis. B. recurrentis posee intervalos febriles y sin fiebre más prolongados y un período de incubación mayor que Borrelia hermsii.)

## Diagnóstico
Microscopía, PCR (reacción en cadena de la polimerasa), IFA (Indirect immunofluorescent assay) y test de ELISA.

## Tratamiento
La mayoría de las personas infectadas desarrollan la enfermedad en un lapso de entre 5 a 15 días luego de haber sido mordidos. Los síntomas pueden incluir fiebre abrupta con  sudoración profusa, escalofríos, dolor de cabeza, dolores musculares o de las articulaciones y náusea. Puede presentarse una erupción. Por lo general estos síntomas continúan durante 2 a 9 días y luego desaparecen. Este ciclo puede continuar durante varias semanas si la persona no es tratada. La fiebre recurrente es fácilmente tratada con un tratamiento de dos semanas con antibióticos (con mayor frecuencia tetraciclina, doxiciclina o penicilina) y la mayoría de las personas presenta una mejoría a las 24 horas de haber comenzado el tratamiento. No son comunes las complicaciones y muerte a causa de fiebre reincidente.
Las espiroquetas mutan repetidas veces cambiando sus antígenos, de modo que la inmunización no resulta eficaz para el tratamiento de la enfermedad y es precisamente este fenómeno el que produce las recaídas. Una inadecuada asistencia médica puede resultar en la permanencia de espiroquetas vivas en el cerebro, las cuales pueden invadir de nuevo el torrente sanguíneo, siendo generalmente la administración de antibióticos, la terapia más efectiva.